# Assembleia Nacional de Botswana

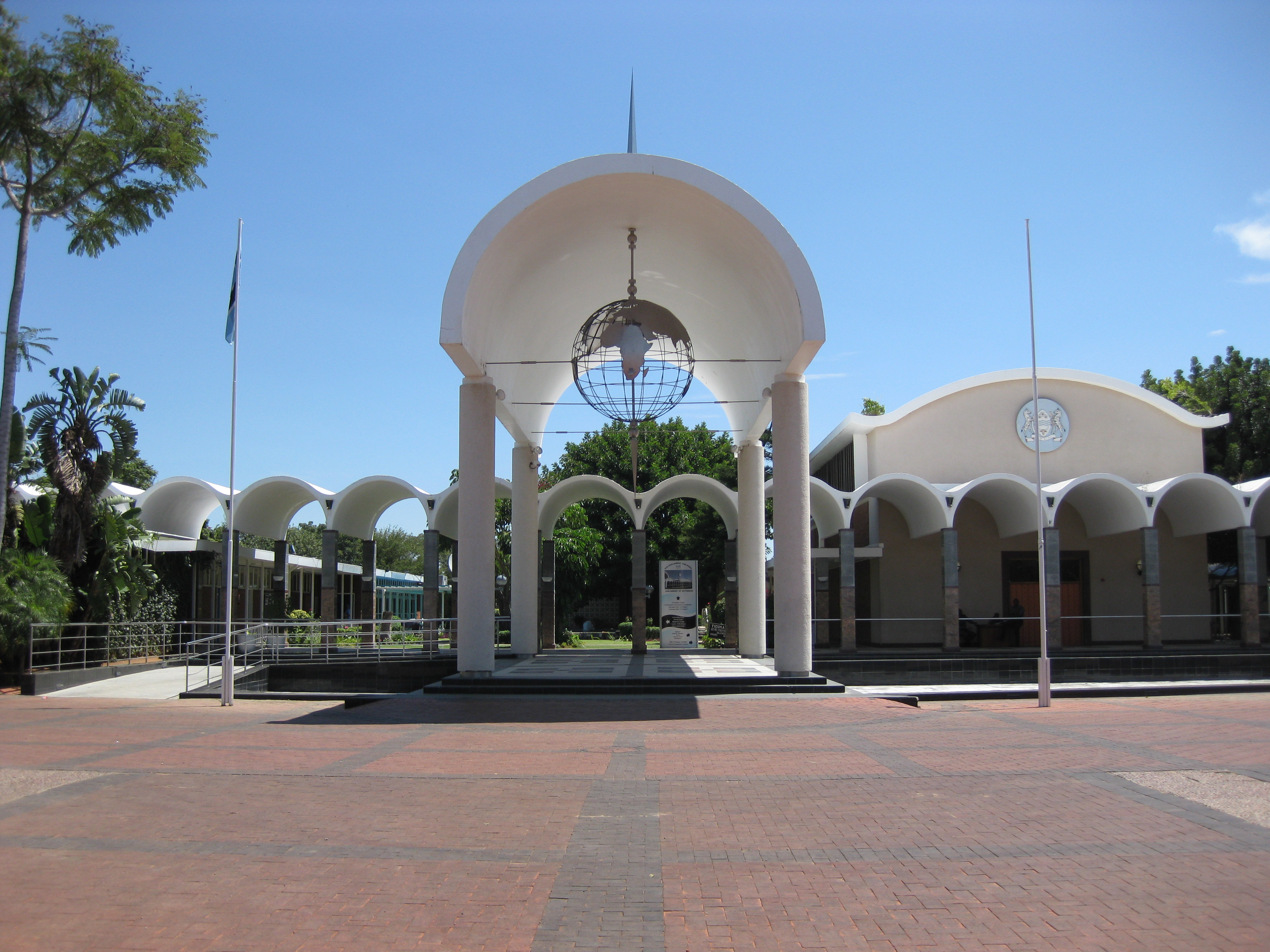
Assembleia Nacional de Botswana

A Assembleia Nacional é o único órgão legislativo do parlamento unicameral de Botswana, que é composto pelo Presidente e pela Assembleia Nacional. A Câmara aprova leis, nomeia ministros para formar o Gabinete e supervisiona o trabalho do governo. Também é responsável por adotar os orçamentos do país. É aconselhado pelo Ntlo ya Dikgosi, um conselho de chefes tribais que não é uma casa do Parlamento.
Embora tenha havido predecessores legislativos da Assembleia Nacional durante o domínio colonial, foi somente após a independência em 1966 que a Assembleia Nacional do Botsuana foi oficialmente formada. Desde então, houve eleições multipartidárias consistentes e 5 transições presidenciais pacíficas.
Atualmente, há um total de 65 membros na Assembleia Nacional. Os eleitores em distritos eleitorais uninominais elegem diretamente 57 desses membros para um mandato de 5 anos por meio de um sistema de maioria (ou maioria simples). Enquanto isso, seis membros são nomeados pelo Presidente e eleitos pela assembleia. Finalmente, os dois restantes (o Presidente e o Presidente da Assembleia Nacional) são ex officio.
Apesar da presença de eleições consistentes, a Assembleia Nacional não escapou de críticas. Em todas as eleições desde as eleições fundadoras em 1965, o Partido Democrático de Botswana conquistou a maioria dos assentos no corpo legislativo. Como resultado, não ocorreu uma transição de poder entre partidos. Além disso, os estudiosos das ciências políticas têm por vezes expressado preocupação relativamente à Assembleia Nacional devido ao seu número reduzido de mulheres deputadas e à sua interligação com o executivo.